# 國立編譯館

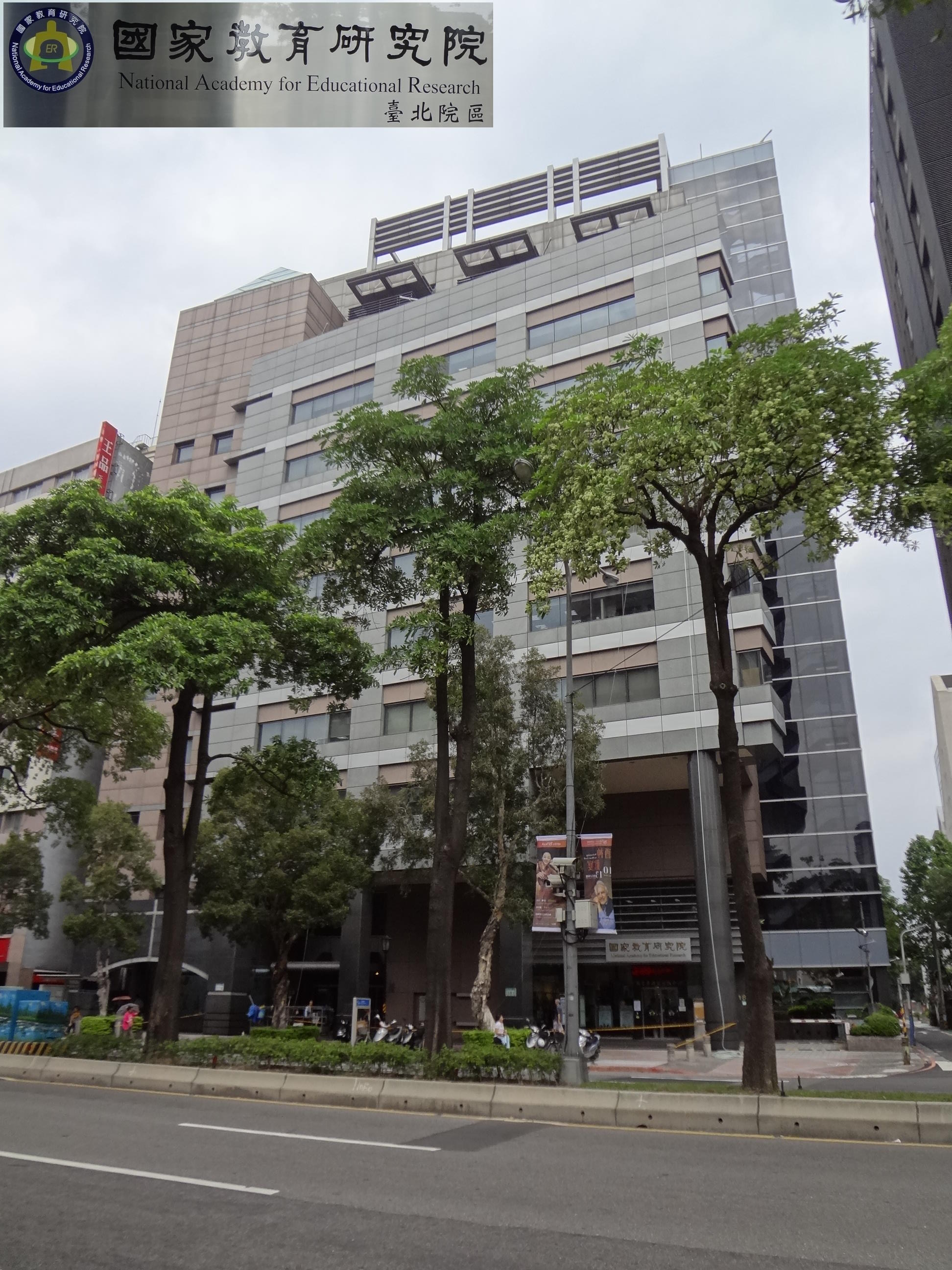
國家教育研究院臺北院區，原國立編譯館與國立教育資料館館址

國立編譯館是中華民國曾成立的國家圖書編譯機構，隸屬於教育部，負責學術文化書籍、教科書以及學術名詞的編輯翻譯事務，但其編譯成果的效力隨時代而有不同。在1997年教育部開放一綱多本前，國立編譯館是中華民國初等教育與中等教育教科書的唯一供應者。國立編譯館於1932年成立，1949年在台復館，2011年併入國家教育研究院，改組為該院下屬的編譯發展中心與教科書發展中心。

## 歷史

### 中國大陸時期
- 1932年6月14日，國立編譯館成立於南京，直屬國民政府教育部。
- 1937年7月卢沟桥事变爆发，国立编译馆于10月迁徙至庐山，随后又迁至长沙。1938年1月，由长沙再迁至重庆。1939年5月，重庆遭日军轰炸，编译馆又迁至四川江津县白沙镇[1]。
- 1942年3月，国立编译馆合并了教育部教科用书编辑委员会和中国教育全书编纂处，从白沙迁至北碚[1]。
- 1945年8月日本投降后，原国民政府机构纷纷還都南京。但由于国立编译馆重要度较低，1946年5月才回迁南京[1]。

### 台灣時期

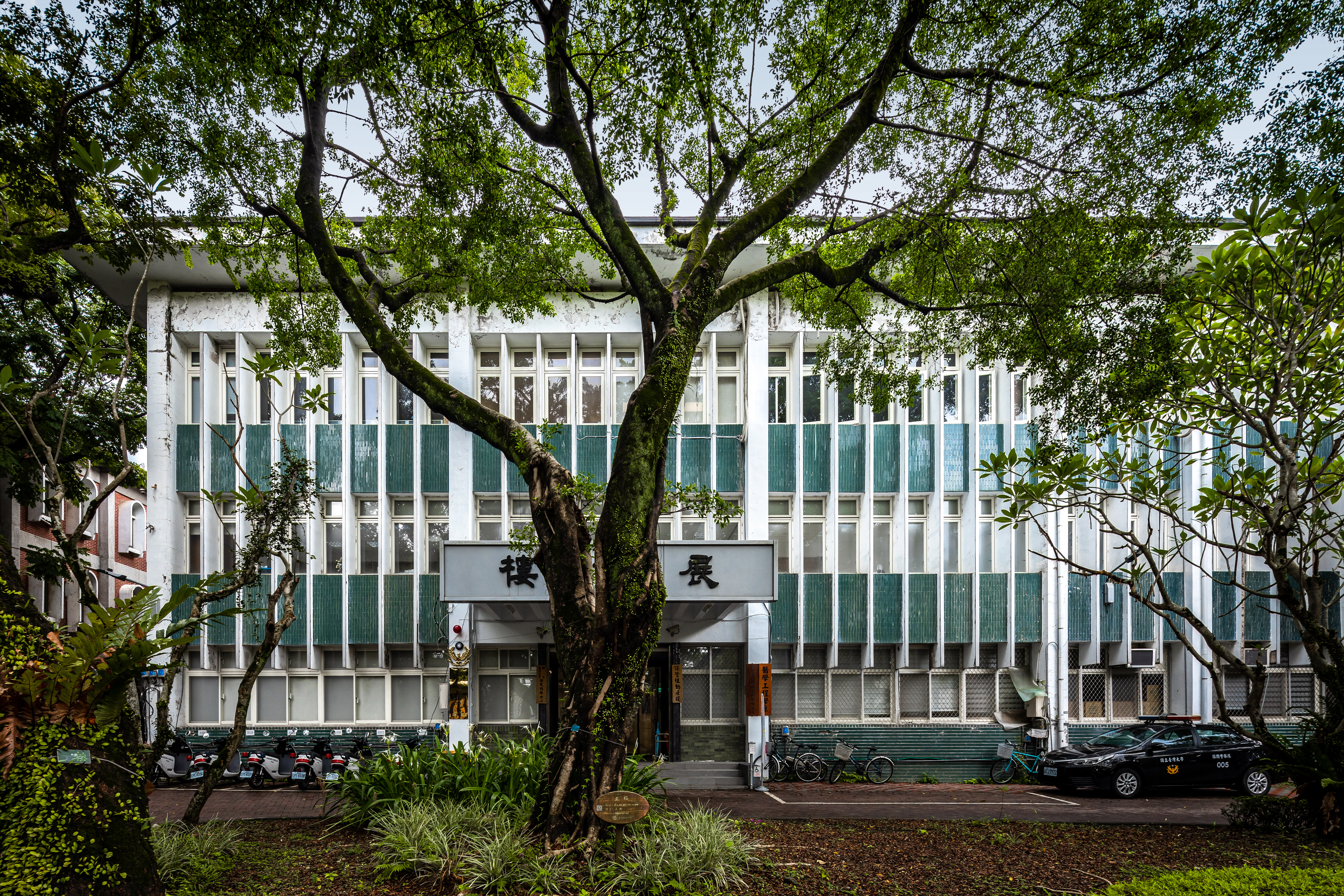
位於台大校園的展書樓，為國立編譯館1956年至2002年所在地

- 1949年4月，隨中華民國政府遷往臺灣，6月於臺北市復館。
- 1953年4月，奉令編輯中學國文、公民、歷史、地理四科標準教科書。
- 1956年，國立編譯館借用國立臺灣大學校地興建辦公樓使用，為今日國立臺灣大學公館校本部展書樓。[2]
- 1968年，配合九年國民教育，逐年新編國民中小學及高級中學教科用書。
- 1981年，辦理中小學教科用書印行督導及核價工作。
- 1990年代，投入加強譯述市場機制無法支持出版之世界經典名著及學術名詞等工具書之編印。
- 1997年8月，配合教科書開放民間編輯政策，國立編譯館受教育部委託辦理中小學教科書審查業務。
- 1995年與台大土地租約屆滿，但由於新館未落成仍持續佔用。[3][4][5][6]
- 2002年，從公館台大校總區舊址（臺北市大安區舟山路247號）遷入和平東路新館舍（臺北市大安區和平東路一段179號）[7]，與國立教育資料館合署辦公。
- 2010年11月16日，立法院三讀通過《國家教育研究院組織法》，國立編譯館將併入國家教育研究院[8]。
- 2011年3月30日，國立編譯館與國立教育資料館、原國家教育研究院籌備處整併成為國家教育研究院，改組為國家教育研究院的編譯發展中心與教科書發展中心。

### 歷任館長
| #  | 姓名   | 任期       | 任期       |
| -- | ------ | ---------- | ---------- |
| 1  | 辛樹幟 | 1932年6月  | 1936年7月  |
| 2  | 陳可忠 | 1936年7月  | 1942年1月  |
| 3  | 陳立夫 | 1942年1月  | 1944年2月  |
| 4  | 陳可忠 | 1944年2月  | 1948年2月  |
| 5  | 趙士卿 | 1948年2月  | 1949年4月  |
| 6  | 杭立武 | 1949年5月  | 1950年2月  |
| 7  | 梁實秋 | 1950年2月  | 1950年10月 |
| 8  | 王鳳喈 | 1950年10月 | 1965年12月 |
| 9  | 劉拓   | 1966年2月  | 1972年4月  |
| 10 | 王天民 | 1972年4月  | 1976年8月  |
| 11 | 熊先舉 | 1976年9月  | 1986年10月 |
| 12 | 曾濟群 | 1986年10月 | 1992年5月  |
| 13 | 趙麗雲 | 1992年5月  | 1997年8月  |
| 14 | 藍順德 | 1997年8月  | 2009年8月  |
| 15 | 柯正峯 | 2009年8月  | 2009年11月 |
| 16 | 潘文忠 | 2009年11月 | 2011年3月  |

## 組織

### 國立編譯館時期
館長下設有「研究發展委員會」
- 行政單位

設五組（秘書、總務、人事、會計及出版）。
- 教科書審定及研究單位

有兩個教科書組（專科及職業學校、中小學），以及教科書資料中心。
- 學術編譯及研究單位

有三組（人文社會、自然科學、大學用書），以及兩個著作編審委員會（中華學術、世界學術）。

### 現行組織
國家教育研究院編譯發展中心
專職承續國立編譯館的編譯業務，主要職掌為《國家教育研究院組織法》第二條第五項「學術名詞、工具用書及重要圖書之編譯」。
國家教育研究院教科書發展中心
專職承續國立編譯館的教科書發展核心業務。

### 引用
1. 1 2 3  胡喜云. . 书屋. 2019-12-06.
2. ↑  |展書樓 （页面存档备份，存于）2012-12-18
3. ↑  |國立台灣大學八十五學年度第二學期第二次校務會議紀錄/1997-06-07/陳維昭[]2012-12-18
4. ↑  |國立台灣大學八十六學年度第二學期第一次校務會議紀錄/1998-03-21/陳維昭 （页面存档备份，存于）2012-12-18
5. ↑  |國立台灣大學八十七學年度第一學期第二次校務會議紀錄/1999-01-16/陳維昭 的存檔，存档日期2016-09-17.2012-12-18
6. ↑  |國立台灣大學九十學年度第二學期第一次校務會議紀錄/2002-03-16/陳維昭 （页面存档备份，存于）2012-12-18
7. ↑  .   [2013-10-22]. （原始内容存档于2019-06-12）.
8. ↑  .   [2010-11-20]. （原始内容存档于2010-11-20）.

## 外部連結
- 國家教育研究院編譯發展中心
- 國家教育研究院教科書發展中心